# Lac Sept Milles
Lac Sept Milles är en sjö i Kanada.   Den ligger i regionen Outaouais och provinsen Québec, i den sydöstra delen av landet, 210 km nordväst om huvudstaden Ottawa. Lac Sept Milles ligger 334 meter över havet. Arean är 6,5 kvadratkilometer. Den sträcker sig 7,0 kilometer i nord-sydlig riktning, och 2,7 kilometer i öst-västlig riktning.
I omgivningarna runt Lac Sept Milles växer i huvudsak blandskog. Trakten runt Lac Sept Milles är nära nog obefolkad, med mindre än två invånare per kvadratkilometer.